# 붉은가슴기러기

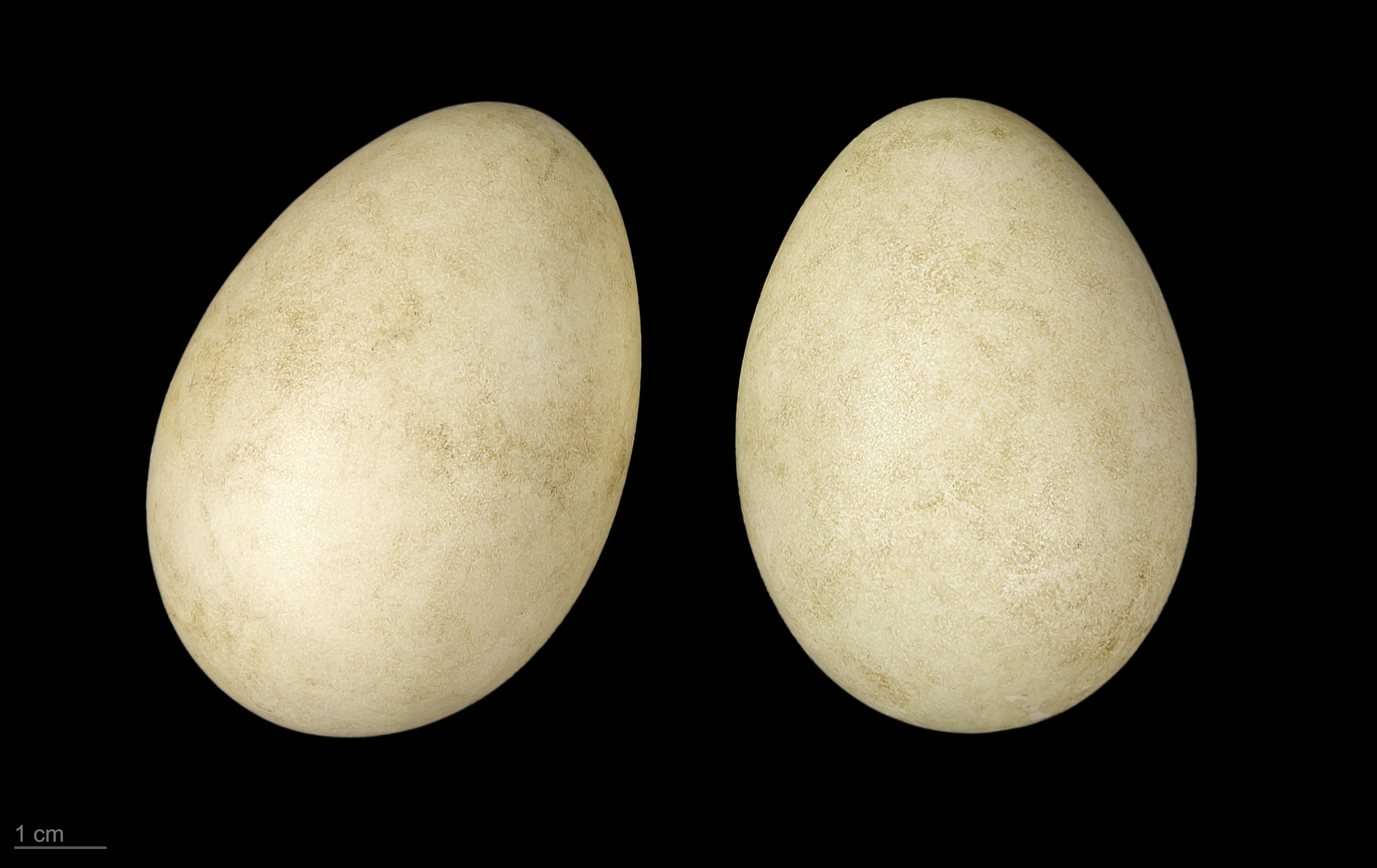
Branta ruficollis

붉은가슴기러기(Branta ruficollis)는 흑기러기의 일종으로, 철새이다. 여름에는 시베리아 극지방에서 번식을 하며 겨울에는 동부 유럽에서 월동을 한다.